# Pont de Shuangbao
 (juillet 2025).
Le pont de Shuangbao, en chinois mandarin 双堡特大桥, est un pont en arc en construction. Long de 1 620 mètres, il enjambe les rivières Dadonghe et Xiaohegou par deux arches de 405 mètres de portée. À la date de son inauguration, c'est le plus long pont à double arche du monde ; le pont reçoit le prix Gustav Lindenthal cette même année.

## Construction
La construction nécessite notamment la mise en place de la plus grande grue à câble du monde. Celle-ci, haute de 167 mètres et d'une portée de 900 mètres, permet le levage et le déplacement de sections pesant jusqu'à 210 tonnes.

## Caractéristiques
Le pont de Shuangbao enjambe les rivières Dadonghe et Xiaohegou formant deux gorges successives au cœur d'une région karstique. Les deux arches surplombant les cours d'eau mesurent respectivement 380 et 406 mètres de portée et dominent la surface de respectivement 301 et 297 mètres. 
La tablier de 16 mètres de largeur porte l'autoroute G65 (en), dans la section qui relie Pengshui à Youyang.
Le pont est récompensé par le prix Gustav Lindenthal pour l'année 2025,.